# Бизели (Мачерата)
Бизели (итал. Biselli) насеље је у Италији у округу Мачерата, региону Марке.
Према процени из 2011. у насељу је живело 6 становника. Насеље се налази на надморској висини од 779 м.